# Minchinhampton
Minchinhampton är en stad och en civil parish i Stroud i Gloucestershire i England. Orten har 5 267 invånare (2011). Staden nämndes i Domedagsboken (Domesday Book) år 1086, och kallades då Hanton.